# توماس كاسترو بونس
توماس كاسترو بونس (بالإسبانية: Tomás Castro Ponce) هو لاعب كرة قدم أرجنتيني، ولد في 3 مارس 2001 في Concarán ‏ في الأرجنتين.

## وصلات خارجية
- توماس كاسترو بونس على موقع قاعدة بيانات كرة القدم.إي يو (الإنجليزية)
- توماس كاسترو بونس على موقع Soccerway.com (الإنجليزية)